# Gerzsenyi Gabriella
Gerzsenyi Gabriella (Beregszász, 1977. október 30. – ) kárpátaljai származású magyar író, jogász és politikus. 2024-óta a Tisza Párt európai parlamenti képviselője, valamint Ordas Eszter lemondását követően a budapesti közgyűlés tagja.

## Ifjúkora és tanulmányai
Gerzsenyi kárpátaljai magyar családba született 1977-ben. 1995-ben érettségizett a nyíregyházi Zrínyi Ilona Gimnáziumban, majd az ELTE Állam- és Jogtudományi Kar hallgatója lett 1995-ben, ahol 2000-ben szerezte meg diplomáját. 2003 tavaszán szakmai gyakorlaton vett részt az Európai Bizottság Környezetvédelmi Főigazgatóságánál.
Felsőfokon beszél angolul és franciául, középfokon olaszul és alapfokon oroszul.

## A politikában
2024-ben jelentkezett Magyar Péter felhívására európai parlamenti képviselőnek. A szimpatizánsok által választott 11 képviselős szavazáson 4. lett, így 6. helyen felkerült a TISZA Párt EP-listájára. A június 9-i választásokon a Tisza Párt 7 mandátumot szerzett, így európai parlamenti képviselő lett.

### Európai parlamenti képviselőként
A Regionális Fejlesztési- valamint a Környezetvédelmi, Közegészségügyi és Élelmiszer-biztonsági Bizottság tagja.